# Kostel sboru Církve bratrské v Českém Těšíně
Kostel sboru Církve bratrské v Českém Těšíně (zvaný Kostelíček) je bohoslužebným místem sboru Církve bratrské v Českém Těšíně. Původně se jednalo o kostel evangelický. Nachází se na ul. Frýdecké.
Kostel byl vystavěn podle projektu architekta Edwarda Davida v letech 1928–1929 firmou E. Ženatého z Moravské Ostravy. Posvěcen byl 16. června 1929.
Architektonicky je inspirován vídeňským modernismem a německým expresionismem. Jedná se o jednolodní neorientovanou zděnou a omítanou stavbu členitého půdorysu s dominantou v podobě osmibokého tamburu nad hlavní lodí a s jehlancovou střechou krytou plechem.
Kostel náležel původně luterskému sboru Českobratrské církve evangelické v Českém Těšíně. Po druhé světové válce sloužil Církvi adventistů sedmého dne, které byl po dočasném zákazu této církve v roce 1952 zkonfiskován a předán do vlastnictví Církvi československé. Ta jej roku 1969 prodala Církvi bratrské, ta kostel spoluužívala s CASD.